# Tunely v Česku
Tunely v České republice jsou od počátku výstavby železnice kolem poloviny 19. století používány zejména pro překonání jednotlivých kopců železničními tratěmi. Krátké silniční tunely byly ojediněle budovány již v průběhu 20. století, například Vyšehradský tunel začátkem století, Sečský a Kokořínský tunel ve 30. letech. V průběhu století byly vybudovány ještě dva městské tunely v Praze, Letenský tunel v roce 1953 a Těšnovský tunel v roce 1980. V polovině 90. let 20. století nastal, zejména v souvislosti s tlakem na ochranu životního prostředí, rozmach výstavby tunelů na dálnicích a městských rychlostních komunikacích. Na železnici byla většina tunelů postavena v 19. století během budování železničních tratí, které až na výjimky ustalo po první světové válce. Ojedinělé železniční tunely vznikly i v průběhu 20. století, teprve po roce 2000 začala v rámci modernizace tranzitních koridorů výstavba většího množství železničních tunelů.
Od roku 2015 je nejdelším silničním tunelem Bubenečský (3091 metrů), který je součástí pražského tunelového komplexu Blanka (5502 metrů), jenž sestává ze tří samostatných, na sebe navazujících tunelů. Ze železničních tunelů je nejdelší Ejpovický tunel (4150 metrů) u Plzně, zamýšlený Berounský tunel na vysokorychlostní trati Praha – Beroun by měl měřit asi 19 km. 
Celkovou délkou tunelů na silničních komunikacích a železnicích však předčí tunely pražského metra nebo pražské kolektorové sítě. 

## Železniční tunely

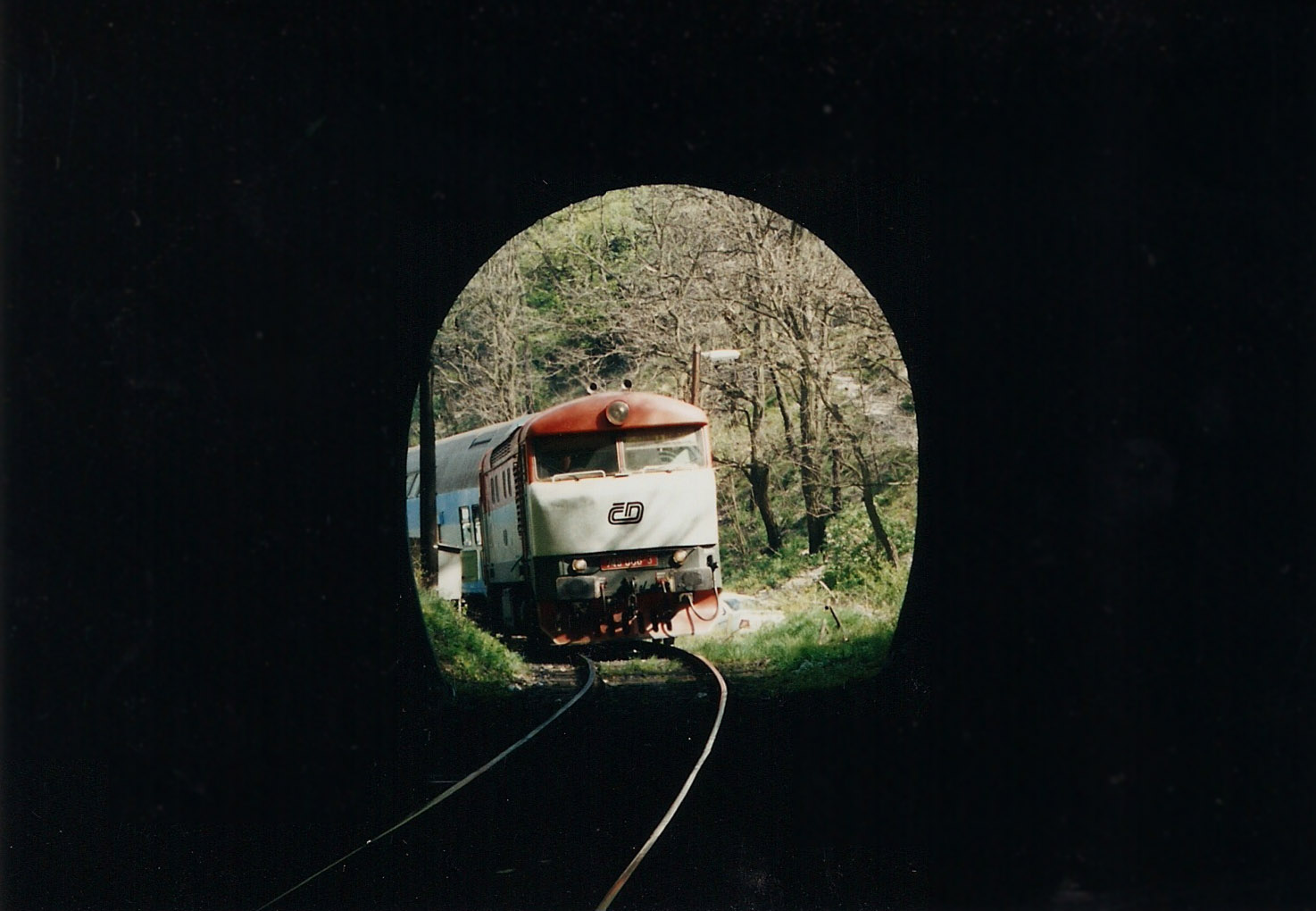
Jarovský tunel zevnitř

Správa železnic spravuje 163 železničních tunelů. Z toho bylo 103 tunelů postaveno v 19. století. Nejstaršími železničními tunely v Česku byly Tatenický (zrušen 2004), Třebovický (zrušen 2005) a Choceňský tunel (zrušen 1949), zprovozněné roku 1845 na trati z Olomouce do Prahy. Mezi nejsmělejší záměry do budoucna patří téměř 20kilometrový tunel z Prahy do Berouna. 
Česko se neřadí mezi země s dlouhými tunely. Je to dáno charakterem české krajiny a také jinými nároky na prostorové vedení tratí v době, kdy byla většina tunelů na území dnešní ČR budována. Tunelů, které svou délkou přesahují 1000 m, bylo v Česku k prosinci 2018 devět. Nejdelší, Ejpovický tunel se dvěma jednokolejnými tubusy a měřící 4150 m, byl postaven na tranzitním koridoru nedaleko Plzně a k jeho uvedení do provozu došlo v listopadu a prosinci 2018. Druhý nejdelší, Březenský, byl postaven nedaleko Chomutova na přeložce železniční tratě vyvolané postupem těžby hnědého uhlí. Tento 1758 m dlouhý jednokolejný tunel byl zprovozněn v roce 2007. Třetím nejdelším je Špičácký tunel na trati Plzeň - Železná Ruda, jehož délka činí 1747 m. Tento tunel je stavebně dvoukolejný, ale provozovaný pouze s jednou kolejí. Zprovozněn byl v roce 1876. Následuje je dvojice tunelů Nového spojení v Praze – Vítkovský jižní tunel a Vítkovský severní. Další tři tunely s délkou nad jeden kilometr tvoří komplex postupně stavěných Vinohradských tunelů v Praze. Osmým je Krasíkovský tunel na trati Česká Třebová – Přerov, zprovozněný v roce 2004 v rámci staveb Třetího železničního koridoru. Devátý a poslední tunel delší než jeden kilometr je Zahradnický tunel, zprovozněný v roce 2012 v rámci modernizace Čtvrtého železničního koridoru mezi Prahou a Českými Budějovicemi. Celková délka železničních tunelů je asi 49 km.

## Silniční tunely

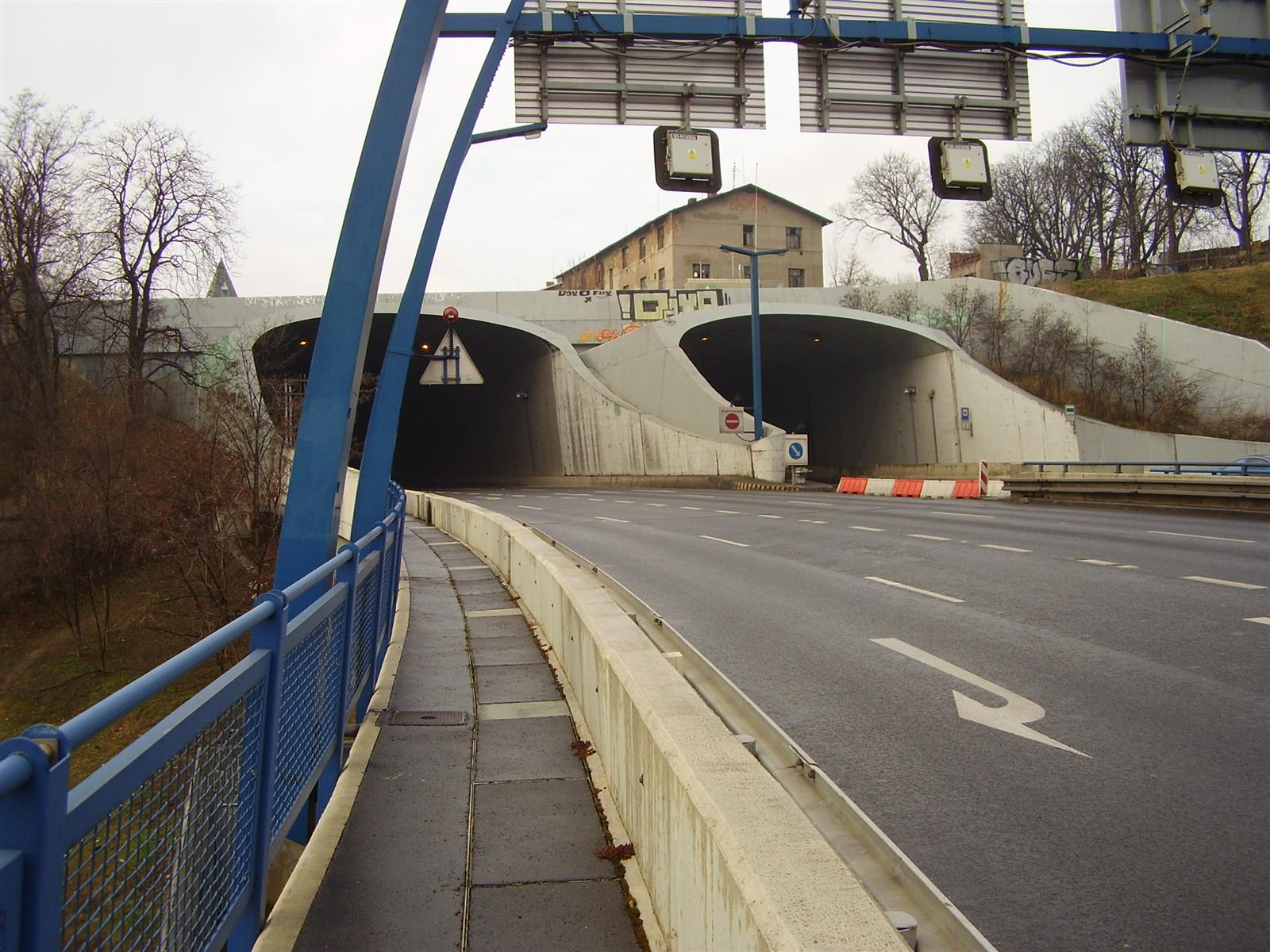
Jižní portál Strahovského tunelu

Největší silniční tunelovou stavbou v Česku je tunelový komplex Blanka v Praze, který měří 5502 m a který sestává ze tří navzájem navazujících tunelů, Bubenečského (s délkou 3091 m nejdelší v Česku), Brusnického a Dejvického. Nejdelším samostatným tunelem je tunel Panenská (2168 m) na dálnici D8. Většina silničních tunelů v Česku se nachází buď na dálnicích, nebo na kapacitních městských víceproudových komunikacích v Praze a v Brně. Několik se jich vyskytuje na silnicích I. třídy, na komunikacích nižších tříd jsou tunely zcela ojedinělé. Nejstarším silničním tunelem je Vyšehradský tunel v Praze z roku 1904.
České dálnice překonávají také ekodukty

## Pěší tunely
Pěší tunely nejsou příliš časté.
- Žižkovský tunel pro pěší se nachází v Praze pod Vítkovem a spojuje čtvrtě Žižkov a Karlín.
- Vítkovem prochází taky Starý Vítkovský železniční tunel na dnes již zrušené větvi turnovsko-kralupsko-pražské dráhy, který byl upraven pro pěší a cyklistickou dopravu
- Tunel pod Prašným mostem v Praze
- Skalní tunel pro pěší na Riegrově stezce mezi Železným Brodem a Semily. Měří 12 m a byl vyražen v roce 1909.
- Dva skalní tunely na stezce u Vltavy (NS Svatojánské proudy) ze Štěchovic do Třebenic
- Skalní tunel na turistické stezce Tábor – Příběnice
- Skalní tunel na stezce u Nové Vsi

## Pražské metro
Pražské metro je, ostatně tak jako převážná většina všech tratí metra na celém světě, také vedeno v tunelech. Nejdelší souvislý tunelový úsek se nachází na lince B mezi stanicemi Rajská zahrada a Hůrka, měří asi 18 km.

## Tramvajové tunely
Nejdelším tramvajovým tunelem je podzemní úsek brněnské tramvajové tratě Osová – Nemocnice Bohunice o délce 619 m, která byla zprovozněna v roce 2022.

## Vodní štoly a technologické tunely
V 51 km dlouhém tunelu je veden vodovodní přivaděč Švihov–Jesenice.
Známým pražským tunelem je Rudolfova štola, která slouží coby přivaděč vody do pražské Stromovky.
V Praze se nachází mnoho dalších tunelů a štol především v pražském kanalizačním systému. Povahu specializovaných tunelů a štol má i rozsáhlý pražský kolektorový systém, menší kolektorový systém je i v Brně. 
Různé typu tunelů a štol se také nacházejí v bývalých dolech a lomech, někdy se jedná o celé podzemní komplexy, které za druhé světové války sloužily jako letecký kryt pro nacistickou zbrojní výrobu (např. Podzemní továrna Richard v Litoměřicích i jinde)